# Wotagei
Wotagei (jap. ヲタ芸), również jako otagei (jap. オタ芸), czyli „taniec otaku” – termin używany do opisania tańczących i wiwatujących gestów z unikalnymi ruchami wykonywanych przez wota, fanów japońskich idoli podczas ich koncertów. Wotagei obejmuje skakanie, klaskanie, machanie świecącymi pałeczkami i skandowanie haseł.

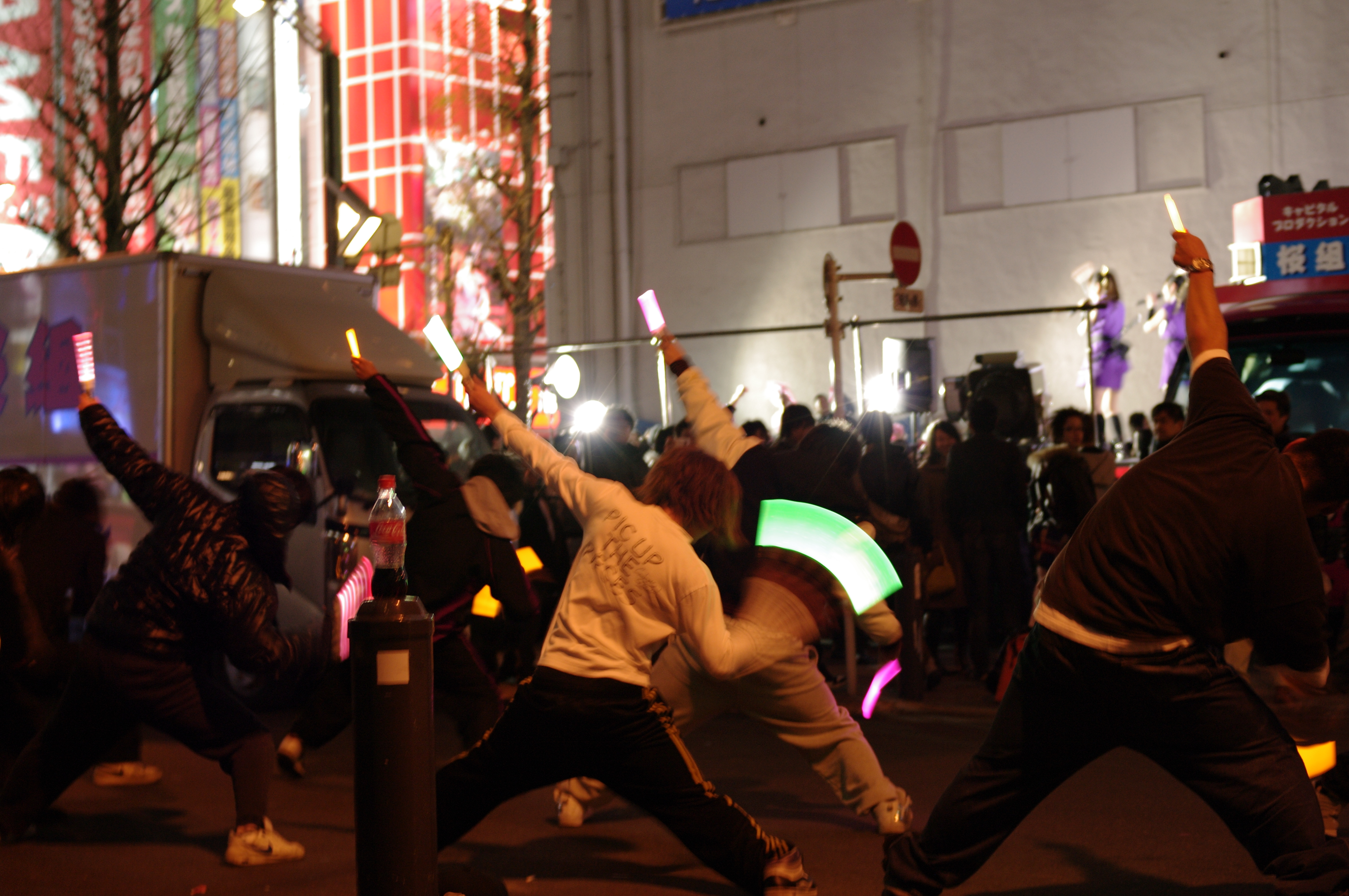
Fani wykonujący wotagei w dzielnicy Akihabara w Tokio.

Jeśli chodzi o wotagei, jest szczególnie kojarzony z fanami idolek Hello! Project i AKB48, a także fanów aktorek głosowych (Seiyū) z anime i gier, które często wykonują piosenki tematyczne do produkcji, w których występują.
Dzięki mediom termin „wotagei” stał się szeroko znany w Japonii. Organizowane są również występy na żywo.

## Historia
W latach 70. i 80. na długo przed powstaniem terminu „wotagei” kibicowanie idolom na scenie poprzez dopingowanie do piosenek było praktykowane przez wielu oddanych fanów.
W 2000 roku do wspomnianego stylu dopingowania dodano taniec, który stał się powszechnie znany jako „wotagei”. Termin ten stał się rozpoznawalny dzięki projektowi Hello! Project i różnych grup idolek, które się z niego wyłoniły..
W 2005 roku w telewizji krajowej wyemitowano dramę „Densha Otoko”, w której wystąpiły stereotypowe postacie otaku.
Od około 2006 roku różne występy otaku stały się bardzo popularne, szczególnie na stronach internetowych do udostępniania wideo, takich jak YouTube i Nico Nico Douga, a urok kultury otaku stał się powszechnie znany.
W 2007 roku gracze zespołu J-League Kawasaki Frontale wykonali przed publicznością wersję „wotagei”, którą nazwali „ntagei” (ンタ芸) od słów (Frontale + gei).
Około 2014 roku idole i anime stały się popularną rozrywką, a częste wydarzenia i występy na żywo koncentrują się na wykonywaniu „wotagei”.

## Ocena

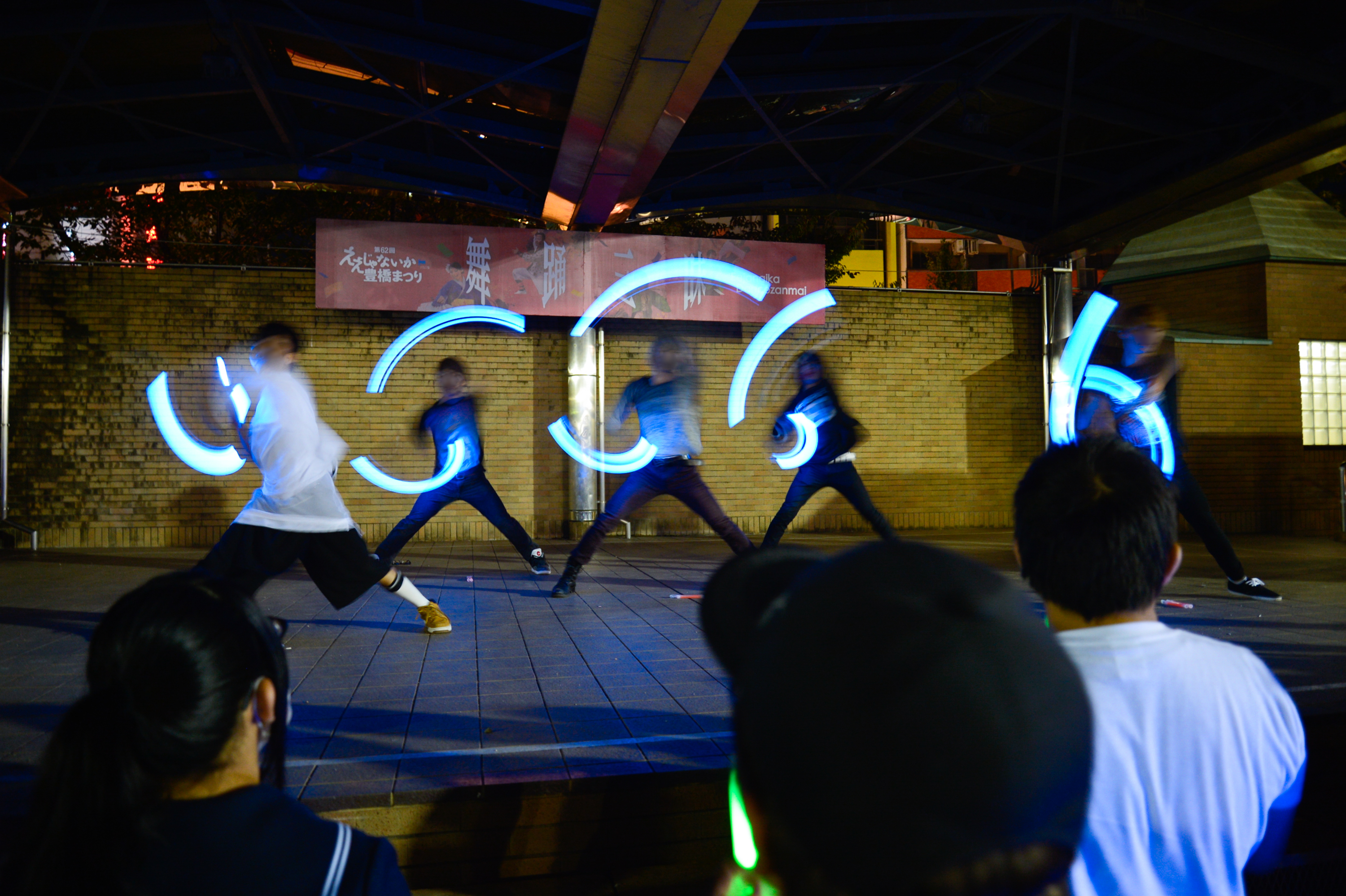
Wotagei wykonywany na scenie.

Wotagei zostało uznane za unikalny japoński sposób cieszenia się koncertami na żywo, ale pojawiają się głosy krytyki, takie jak: „robienie wotagei na koncertach stało się głównym celem uczestniczenia w wydarzeniach”, „niektórzy ludzie wpadają w swój własny świat, wierzą we własną nieomylność i nie zwracają uwagi na otoczenie”, „samo bycie nazywanym wotagei jest opresyjne”. Opinie na temat tego, czy wotagei jest aktem wsparcia, są podzielone. W niektórych przypadkach otagei i ekstremalne akty wsparcia są zakazane.
JR East, Kolej Seibu i inne koleje ostrzegają, że użycie świecących pałeczek (zwłaszcza czerwonych) na peronach stacji i w pociągach może zostać pomylone z sygnałami zatrzymania awaryjnego przez załogę i personel stacji, powodując zatrzymanie awaryjne i zakłócenia w harmonogramie pracy.
W sierpniu 2017 r., podczas koncertu lokalnego idola KOBerrieS♪, jeden z widzów złożył pozew przeciwko organizatorom, domagając się powtórzenia koncertu i odszkodowania za szkody, twierdząc, że nie słyszał śpiewu i występu przez zachowywanie wota. Zgodnie z orzeczeniem sądu, wotagei jest definiowane jako „forma rozrywki na koncercie idoli, w której niektórzy ludzie z publiczności są proszeni o śpiewanie razem z idolką na przykład OH! O! OH! O! lub gwałtowne i wielokrotne podskakiwanie bądź machanie dookoła światłami w kształcie pałeczek (np. światłami chemicznymi)”.